# كأس ألمانيا 1967–68
كأس ألمانيا 1967–68 (بالألمانية: DFB-Pokal 1967/68)‏ هو الموسم 25 من كأس ألمانيا. أشرف على تنظيمه اتحاد ألمانيا لكرة القدم، وكان عدد الأندية المشاركة فيه 32، وفاز فيه نادي كولن.